# Otto Knigge
Otto Hermann Albert Knigge (* 14. Dezember 1835 in Berlin; † 5. März 1883 in Berlin) war ein deutscher Porträt- und Historienmaler, Kupferstecher, Radierer und Zeichenlehrer.

## Leben
Knigge erhielt zunächst eine Ausbildung an der Königlich-Preußischen Akademie der Künste in Berlin. Von 1854 bis 1861 lernte er bei dem Kupferstecher Gustav Lüderitz. Zwischen 1856 und 1880 nahm er regelmäßig an den Berliner Akademie-Ausstellungen teil. Um 1860 studierte Knigge an der Großherzoglich-Sächsischen Kunstschule Weimar. Er hielt sich zwischen 1863 und um 1865 in Frankreich auf, war in Paris Schüler von Paul Girardet und Thomas Couture. Nach 1865 ging er wieder nach Berlin, wohnte zuerst in der Taubenstraße 43 im Stadtzentrum und erhielt eine Ausbildung im Atelier von Oskar Begas. Danach unterhielt Knigge ein eigenes Atelier in der Friedrichstraße 88, seine Wohnung befand sich dagegen in der Friedrichstraße 188. Knigge legte 1875 die Prüfung zum Zeichenlehrer an Gymnasien ab und erhielt eine Anstellung am Askanischen Gymnasium in der Friedrichsvorstadt. Er veröffentlichte 1882 die Programmschrift Zur Reform des Zeichenunterrichts insbesondere auf Schulen. Im Jahr 1883 wohnte Knigge, der sich im Adressbuch auch als Bildniß- und Geschichtsmaler eintragen ließ, in der Königgrätzer Straße 17 (seit 1948 Stresemannstraße).
Begraben wurde Otto Knigge, der der Johannis-Freimaurerloge Zur Verschwiegenheit angehörte, auf dem Alten St.-Matthäi-Kirchhof in Berlin. Im 21. Jahrhundert ist sein Grab nicht mehr erhalten.

## Werke
Sein Schaffen umfasst Altarbilder für die Petrikirche zu Berlin, für die Kirche des Elisabeth-Hospitals, Zeitgenössisches (zum Beispiel malte er zusammen mit Hofrat Schneider auf Wunsch des Preußischen Königs alle 1871 im Deutsch-Französischen Krieg eroberten Fahnen). Fachleute schätzen Knigges Kolorit als an Tizian angelehnt.
- La lettre, Kupferstich, Verbleib unbekannt (Salon 1864, Nr. 2921), evtl. identisch mit: Der Brief, Kupferstich, Verbleib unbekannt (BAA 1860, Nr. 1499)
- Versailler Park, Radierung, Verbleib unbekannt (BAA 1864, Nr. 818)
- Selbstbildnis, 1864, Öl/Lw, Verbleib unbekannt (BAA 1883, Nr. 317).
- Joseph von Arimathia überbringt Maria die Dornenkrone Christi[2]